# 冨賀寺
冨賀寺 (ふかじ)は、愛知県新城市中宇利高田（こうでん）に所在する、高野山真言宗の寺院。本尊は十一面観音。

## 歴史
寺伝によれば、大宝元年（701年）、行基が本尊十一面観音像を彫り「来迎院」という小寺を建てたのを創始とするという。平安時代には藤原忠平が来院し観音像を参拝したところ、たびたび夢に現れたため、天慶4年（941年）に橘備後守・石田勘解由に命じて、本堂・護摩堂・三重塔・大門等十二坊舎を造り、天慶6年（943年）落慶供養をして、稲三千束を寄進したという。現在でも大師堂に忠平の像が祀られている。
14世紀、鎌倉幕府打倒を目指した足利尊氏の従兄弟真応上人が冨賀寺住職となり戦勝祈願をしたところ、尊氏は連戦連勝して、ついに延元3年（1338年）室町幕府の初代将軍となった。尊氏はこれを冨賀寺本尊の加護によると考えて、以後、祈願寺として、田地180町を寄進し、本堂・中堂・護摩堂・阿弥陀堂ほか、大坊・中谷坊・杉本坊・法寂坊等の坊舎18坊を造営したと伝える。現在も文化財として伝わる「三千仏名宝塔図」「荒神図」はこのときに寄贈されたものと思われる。
天文21年（1552年）には、三河に進出していた今川義元により寺領を安堵されている。享禄3（1530年）の宇利城合戦では、冨賀寺裏山の四十九院が松平清康の本陣となり、以後江戸時代末期まで徳川氏の保護下に入ったようで、家康をはじめ各将軍より20石を安堵された朱印状が残っている。
戦後の農地解放により、冨賀寺も10町近くの田畑を失ったが、今なお本堂、大師堂、護摩堂、鎮守堂、弁天堂、鐘楼堂等の伽藍を擁し、多数の文化財を伝えている。

## 伽藍・境内
- 池泉式庭園（江戸時代初期作庭）
- 本堂（1793年再建）
- 薬医門（1692年再建）
- 客殿（1692年再建）
- 庫裏（1851年再建）
- 鐘楼（1758年再建）と護摩堂（1827年再建）
- 弁財天庭園（1640年ごろ作庭）
- 仁王像（平安時代）
- 近藤家墓所

## 文化財

### 重要文化財（国指定）
- 絹本著色三千仏名宝塔図[1][2]  一幅

縦128.4cm、横65.8cm。いわゆる「三劫三千仏名経」（さんごうさんぜんぶつみょうきょう）の所説に従い、向かって右側の宝光部分に一千の過去仏名、中央宝塔部分に一千の現在仏名、左側の宝光部分に一千の未来仏名が記される。足利尊氏従弟である真応上人による尊氏戦勝祈願への感謝の念を表わすため、上人が住職をしていた冨賀寺に尊氏が寄進したものと考えられる。平成6年6月28日重文指定。

### 新城市指定文化財[3]
古文書
- 今川義元証文  2通
- 今川氏真証文  2通
- 朱印状	12通 附2巻 附4冊

絵画
- 紙本淡彩四季山水図（横井金谷筆）12面 8幅
- 紙本淡彩山水図（豊谷筆）4幅
- 紙本著色釈迦十六善神図
- 紙本淡彩束帯天神図

典籍
- 大般若波羅密多経 3巻附1巻

彫刻
- 木造金剛力士像（阿形・吽形）
- 木造不動明王立像

名勝
- 冨賀寺庭園

## アクセス
- 住所：愛知県新城市中宇利高田46
- 東名高速道路 豊川ICもしくは三ヶ日ICから車で20分程度。